# Lyngvikke
Lyngvikke (Vicia orobus), ofte skrevet lyng-vikke, er en plante i ærteblomst-familien. I Danmark er lyngvikke sjælden og kun kendt fra Jylland: Den er regnet som en truet art på den danske rødliste og er udpeget som national ansvarsart (gullisten). Den findes på lyngbakker og i krat.